# Jörg Ernesti

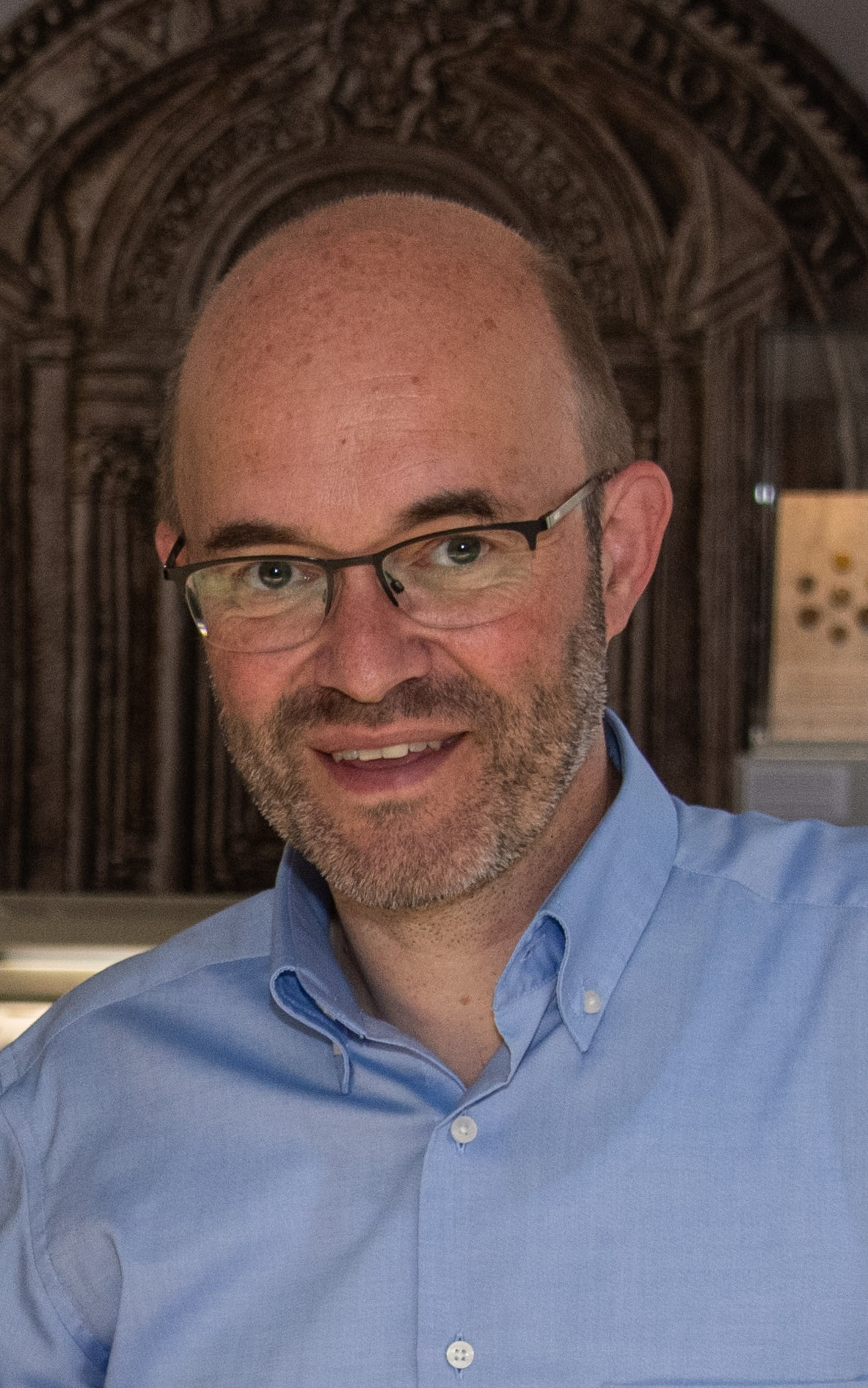
Jörg Ernesti

Jörg Ernesti (8 de septiembre de 1966 en Paderborn) es un historiador eclesiástico católico alemán.

## La vida
Jörg Ernesti estudió entre 1986 y 1992, Filosofía y Teología en la Facultad de Teología de Paderborn, en la Universidad de Viena y en la Universidad Pontificia Gregoriana, en Roma. En 1993, fue ordenado sacerdote.
Entre 2007 y 2013, fue profesor de Historia de la Iglesia y Patrología en la facultad de Teología en la Universidad de Bressanone y desde el 1 de octubre de 2013 en la Facultad de Teología de la Universidad de Augsburgo. 

## Obras
- Princeps christianus und Kaiser aller Römer: Theodosius der Große im Lichte zeitgenössischer Quellen. Schöningh, Paderborn/München/Wien/Zürich 1998, ISBN 3-506-76275-3 (Paderborner theologische Studien. Bd. 25). (Dissertation, Päpstliche Universität Gregoriana, 1994/95).
- Ferdinand von Fürstenberg (1626–1683): Geistiges Profil eines barocken Fürstbischofs. Bonifatius, Paderborn 2004, ISBN 3-89710-282-X (Studien und Quellen zur westfälischen Geschichte. Bd. 51). (Habilitationsschrift, Universität Mainz, 2003).
- Ökumene im Dritten Reich. Bonifatius, Paderborn 2007, ISBN 978-3-89710-367-2 (Konfessionskundliche und kontroverstheologische Studien. Bd. 77). (Dissertation, Theologische Fakultät Paderborn, 2007).
- Kleine Geschichte der Ökumene. Herder, Freiburg/Basel/Wien 2007, ISBN 978-3-451-29654-3.
- Konfessionskunde kompakt: Die christlichen Kirchen in Geschichte und Gegenwart. Herder, Freiburg/Basel/Wien 2009, ISBN 978-3-451-30307-4.
- Breve storia dell’Ecumenismo: Dal Cristianesimo diviso alle chiese in dialogo. EDB, Bologna 2010, ISBN 978-8-810-40125-5.
- Paul VI.: Der vergessene Papst. Herder, Freiburg/Basel/Wien 2012, ISBN 978-3-451-30703-4.
- Le Chiese cristiane. Evoluzione ed identità, storica. Mailand, Edizioni Paoline 2012, ISBN 978-8-831-54152-7.
- Paul VI.: Die Biographie. Herder, Freiburg/Basel/Wien 2015, ISBN 978-3-451-35703-9.
- Benedikt XV.. Papst zwischen den Fronten. Herder, Freiburg/Basel/Wien 2016, ISBN 978-3-451-31015-7.